# بخش مرکز (شهرستان گرنزی، اوهایو)
بخش مرکز (به انگلیسی: Center Township) یک منطقهٔ مسکونی در ایالات متحده آمریکا است که در شهرستان گرنزی، اوهایو واقع شده‌است.
 بخش مرکز ۶۳٫۱ کیلومتر مربع مساحت و ۱٬۸۱۳ نفر جمعیت دارد و ۲۹۳ متر بالاتر از سطح دریا واقع شده‌است.